# Cystodiaceae
Cystodium sorbifolium (Sm.) J.Sm. 1841. é uma espécie de pteridófito pertencente ao género monotípico Cystodium, o qual por sua vez constitui a família monotípica Cystodiaceae. Dada a semelhança morfológica desta espécie com os fetos arbóreos, esta espécie era tradicionalmente integrada na família Dicksoniaceae, mas os resultados de análises filogenética levaram inicialmente à sua inclusão nas Lindsaeaceae, e mais recentemente à sua colocação numa família monotípica, as Cystodiaceae, considerada como o clado irmão das actuais Lindsaeaceae.

## Descrição
O género Cystodium tem distribuição natural restrita às florestas tropicais das terras baixas da região que vai do Bornéu à Nova Guiné e ilhas vizinhas, e ainda às ilhas Salomão.
Uma espécie fóssil do género, Cystodium sorbifolioides, é conhecido do Cenomaniano, encontrada em âmbar birmanês de Myanmar.